# Anomala micronyx
Anomala micronyx är en skalbaggsart som beskrevs av Benderitter 1927. Anomala micronyx ingår i släktet Anomala och familjen Rutelidae. Inga underarter finns listade i Catalogue of Life.